# Joseph Tobji
Joseph Tobji (Aleppo, Síria, 28 de março de 1971) é o arcebispo maronita de Aleppo.
Joseph Tobji recebeu o Sacramento da Ordem em 16 de março de 1996 para a Arqueparquia Maronita de Aleppo.
O Sínodo dos Bispos Maronitas, que se reuniu de 10 a 14 de março de 2015, o elegeu Arcebispo de Aleppo. O Papa Francisco aprovou sua eleição como Arcebispo de Aleppo em 31 de outubro de 2015. O Patriarca Maronita de Antioquia, Béchara Pierre Cardeal Raï OMM, o consagrou em 7 de dezembro do mesmo ano; Os co-consagradores foram o arcebispo maronita emérito de Aleppo, Youssef Anis Abi-Aad IdP, e o bispo de Latakia, Elias Khoury Slaiman Slaiman, e o bispo de Latakia, Antoine Chbeir.